# Distretto di Pho Thong
Il distretto di Pho Thong (in thailandese: โพธิ์ทอง) è un distretto (amphoe) della Thailandia, situato nella provincia di Ang Thong.